# Ferdinando Monfardini
 (mai 2025).
Si vous disposez d'ouvrages ou d'articles de référence ou si vous connaissez des sites web de qualité traitant du thème abordé ici, merci de compléter l'article en donnant les références utiles à sa vérifiabilité et en les liant à la section « Notes et références ».
Ferdinando Monfardini, né le 20 novembre 1984, est un pilote automobile italien.

## Carrière
- 2001 : Championnat d'Italie de Formule Renault, 8e
- 2002 : Eurocup Formule Renault, non classé
  - 3 courses en Championnat d'Italie de Formule Renault
- 2003 : Championnat d'Italie de Formule Renault, 10e
  - 2 courses Eurocup Formule Renault, non classé
  - 2 courses en Formule 3000, non classé
- 2004 : Formule 3000, non classé
- 2005 : GP2 Series, 17e
  - 2 courses en World Series by Renault
- 2006 : GP2 Series, 20e
- 2007 : FIA GT, 19e
- 2008 : International GT Open, 5e
- 2009 : 4 courses en International GT Open, 16e
  - 3 courses en FIA GT, non classé